# Diocesi di Spokane
La diocesi di Spokane (in latino Dioecesis Spokanensis) è una sede della Chiesa cattolica negli Stati Uniti d'America suffraganea dell'arcidiocesi di Seattle. Nel 2023 contava 158.534 battezzati su 932.550 abitanti. È retta dal vescovo Thomas Anthony Daly.

## Territorio
La diocesi comprende le seguenti contee dello stato di Washington (Stati Uniti): Okanogan, Ferry, Stevens, Pend Oreille, Lincoln, Spokane, Adams, Whitman, Franklin, Walla Walla, Columbia, Garfield e Asotin.
Sede vescovile è la città di Spokane, dove si trova la cattedrale di Nostra Signora di Lourdes.
Il territorio si estende su 63.081 km² ed è suddiviso in 80 parrocchie.

## Storia
La presenza cattolica nell'attuale stato di Washington risale al 1830, quando i primi missionari dal Québec raggiunsero il paese conosciuto come Oregon Country. Il 1º dicembre 1843, la Santa Sede istituì il vicariato apostolico del territorio dell'Oregon (oggi arcidiocesi di Portland). Nel 1846 papa Gregorio XVI istituì la gerarchia ecclesiastica nella regione, e il vicariato apostolico è stato suddiviso in tre diocesi: Oregon City, Isola di Vancouver e Walla Walla.
Il massacro di Whitman nel 1847 e la conseguente guerra cayuse acuì le tensioni tra cristiani e la popolazione dei nativi del Territorio dell'Oregon. Nel 1850 la diocesi di Walla Walla fu di fatto abbandonata e i suoi territori furono compresi nella nuova diocesi di Nesqually (dal nome di una tribù di nativi americani), con sede a Vancouver. La sede episcopale fu successivamente trasferita a Seattle e la diocesi assunse il nome di diocesi di Seattle. Essa comprendeva l'intero stato di Washington.
A causa della crescita della popolazione nella città di Spokane e in tutta la regione orientale dello Stato, si sentì la necessità di erigere una nuova diocesi.
Così il 17 dicembre 1913 fu eretta la diocesi di Spokane, ricavandone il territorio dalla diocesi di Seattle (oggi arcidiocesi). Originariamente era suffraganea dell'arcidiocesi di Oregon City (Portland dal 1928).
Il 23 giugno 1951 ha ceduto una porzione del suo territorio a vantaggio dell'erezione della diocesi di Yakima e contestualmente è entrata a far parte della provincia ecclesiastica di Seattle.
Nel dicembre del 2004, la diocesi dichiarò bancarotta, allo scopo di proteggersi dalle richieste di presunte vittime di abusi da parte del clero; come parte del procedimento di bancarotta, la diocesi accettò di pagare compensazioni per un ammontare pari a circa 48 milioni di dollari, provenienti dalle assicurazioni, dalla vendita di proprietà della Chiesa, da contributi dei gruppi cattolici e delle parrocchie della diocesi.

## Cronotassi dei vescovi
Si omettono i periodi di sede vacante non superiori ai 2 anni o non storicamente accertati.
- Augustine Francis Schinner † (18 marzo 1914 - 17 dicembre 1925 dimesso[2])
- Charles Daniel White † (20 dicembre 1926 - 25 settembre 1955 deceduto)
- Bernard Joseph Topel † (25 settembre 1955 succeduto - 11 aprile 1978 ritirato)
- Lawrence Harold Welsh † (6 novembre 1978 - 17 aprile 1990 dimesso[3])
- William Stephen Skylstad (17 aprile 1990 - 30 giugno 2010 ritirato)
- Blase Joseph Cupich (30 giugno 2010 - 20 settembre 2014 nominato arcivescovo di Chicago)
- Thomas Anthony Daly, dal 12 marzo 2015

## Statistiche
La diocesi nel 2023 su una popolazione di 932.550 persone contava 158.534 battezzati, corrispondenti al 17,0% del totale.
| anno | popolazione | popolazione | popolazione | presbiteri | presbiteri | presbiteri | presbiteri                | diaconi | religiosi | religiosi | parrocchie |
| anno | battezzati  | totale      | %           | numero     | secolari   | regolari   | battezzati per presbitero | diaconi | uomini    | donne     | parrocchie |
| ---- | ----------- | ----------- | ----------- | ---------- | ---------- | ---------- | ------------------------- | ------- | --------- | --------- | ---------- |
| 1950 | 44.101      | 397.672     | 11,1        | 156        | 70         | 86         | 282                       |         | 209       | 425       | 48         |
| 1964 | 68.267      | 488.100     | 14,0        | 219        | 107        | 112        | 311                       |         | 291       | 655       | 57         |
| 1968 | 68.837      | 510.006     | 13,5        | 213        | 99         | 114        | 323                       |         | 182       | 617       | 54         |
| 1976 | 72.250      | 490.000     | 14,7        | 186        | 93         | 93         | 388                       |         | 139       | 460       | 56         |
| 1980 | 75.000      | 614.000     | 12,2        | 188        | 86         | 102        | 398                       | 16      | 156       | 488       | 58         |
| 1990 | 75.132      | 598.500     | 12,6        | 181        | 87         | 94         | 415                       | 33      | 130       | 412       | 81         |
| 1999 | 78.432      | 721.646     | 10,9        | 189        | 88         | 101        | 414                       | 44      | 14        | 326       | 78         |
| 2000 | 76.681      | 726.702     | 10,6        | 180        | 74         | 106        | 426                       | 52      | 137       | 314       | 82         |
| 2001 | 76.691      | 720.569     | 10,6        | 179        | 80         | 99         | 428                       | 48      | 129       | 299       | 81         |
| 2002 | 75.791      | 691.931     | 11,0        | 161        | 76         | 85         | 470                       | 44      | 109       | 281       | 83         |
| 2003 | 66.274      | 679.105     | 9,8         | 141        | 72         | 69         | 470                       | 48      | 92        | 255       | 83         |
| 2004 | 86.721      | 722.677     | 12,0        | 158        | 69         | 89         | 548                       | 47      | 100       | 247       | 83         |
| 2010 | 103.000     | 792.306     | 13,0        | 152        | 71         | 81         | 677                       | 55      | 87        | 190       | 80         |
| 2014 | 107.983     | 830.641     | 13,0        | 134        | 67         | 67         | 805                       | 56      | 75        | 130       | 81         |
| 2017 | 110.771     | 852.087     | 13,0        | 98         | 70         | 28         | 1.130                     | 52      | 32        | 111       | 80         |
| 2020 | 151.644     | 879.430     | 17,2        | 97         | 69         | 28         | 1.563                     | 45      | 28        | 85        | 80         |
| 2022 | 156.756     | 922.093     | 17,0        | 94         | 67         | 27         | 1.667                     | 46      | 27        | 81        | 81         |
| 2023 | 158.534     | 932.550     | 17,0        | 86         | 63         | 23         | 1.843                     | 46      | 23        | 81        | 80         |